# Rotigotine

Rotigotine : (S)-6-[propyl(2-thiophen-2-ylethyl)amino]-5,6,7,8- tetrahydronaphthalen-1-ol

La rotigotine est un agoniste dopaminergique de type non ergoline produit par les laboratoires UCB Pharma.
Il est indiqué en médecine dans le traitement des symptômes de la maladie de Parkinson et de(s) la maladie de Willis Ekbom aussi appelée syndrome des jambes sans repos. Le mode de diffusion de cette substance se fait par un dispositif transdermique. 
Plusieurs études cliniques ont démontré l'efficacité de cette molécule dans la prise en charge des symptômes de ces affections neurologiques , malgré une fréquence élevée de certains effets secondaires constatés chez les sujets ayant participé aux études.

## Effets secondaires
Les effets secondaires peuvent inclure : nausées, céphalées, hallucinations psycho-sensorielles, constipation, somnolence, confusion mentale, augmentation de la libido (pulsions sexuelles), comportements compulsifs (achats compulsifs, addiction aux jeux...), fatigue, irritation cutanée sur le site d'application du patch transdermique.